# Isola Steventon
L'isola Steventon è un'isola rocciosa della Terra di Marie Byrd, in Antartide. L'isola, che è completamente ricoperta dai ghiacci e che si estende in direzione nord/sud per circa 45 km e in direzione est/ovest per circa 27, per una superficie totale di circa 780 km2, fa parte dell'arcipelago Marshall e, come le altre isole di questo arcipelago, si trova davanti alla costa di Saunders, all'interno della baia di Sulzberger, dove è completamente circondata dai ghiacci della piattaforma glaciale Sulzberger e dove giace tra l'isola Nolan, a est, e l'isola Cronenwett, a ovest.

## Storia
L'isola Steventon fu mappata per la prima volta dai cartografi dello United States Geological Survey grazie a fotografie scattate dalla marina militare statunitense (USN) durante ricognizioni aeree effettuate nel periodo 1959-65, e così battezzata dal comitato consultivo dei nomi antartici in onore di Richard F. Steventon, sergente della USN di stanza presso la stazione Eights nel 1963.